# 上田稔
上田 稔（うえだ みのる、1914年5月8日 - 2011年9月17日）は、日本の官僚、政治家および技術士（建設部門）。位階は従三位、勲等は勲一等。京都府京都市出身。自由民主党参議院議員（4期）。

## 来歴・人物
1938年（昭和13年）京都帝国大学工学部土木工学科卒業。1938年、内務省に入省。1939年（昭和14年）陸軍に召集され日中戦争に出征し、華北方面を転戦して1944年（昭和19年）に復員。大阪府土木部で道路と河川関係の業務に従事した。
戦後は建設省で、河川局治水課長補佐、近畿地方建設局河川部長、水資源開発公団関西支社長、九州地方建設局長、近畿地方建設局長などを歴任。1964年（昭和39年）河川局長に就任し1968年（昭和43年）に退官。同年7月の参院選に全国区から自民党公認で立候補し初当選。1974年の参院選では3年議員として当選し1977年の参院選には不出馬だったが、1978年の参院京都府選挙区補選で国政復帰して通算当選4回。
議員在職中には北海道開発政務次官、参院地方行政委員長などを務め、1983年に第2次中曽根内閣の環境庁長官として初入閣を果たした。また、日本技術士会第12代会長（1987年5月から1993年6月）も務めていた。
1986年の第14回参議院議員通常選挙に立候補せず、政界から引退する。引退後は自由民主党京都府支部連合会顧問を務めた。
1986年11月の秋の叙勲で勲一等に叙され、瑞宝章を受章する。
2011年9月17日、肺炎のため京都府長岡京市の自宅で死去。97歳没。死没日付をもって正七位から従三位に叙された。